# Musikjahr 1580
Liste der Musikjahre

◄◄ | ◄ | 1576 | 1577 | 1578 | 1579 | Musikjahr 1580 | 1581 | 1582 | 1583 | 1584 | ► | ►►

Weitere Ereignisse
Dieser Artikel behandelt das Musikjahr 1580.

## Ereignisse

### Heiliges Römisches Reich

#### Hofkapelle von Rudolf II.
- Carl Luython, der seit 1566 Chorknabe in der Hofkapelle von Kaiser Maximilian II. war und nach Eintreten des Stimmbruchs offenbar bis 1575 zu einem Studienaufenthalt in Italien weilte, wirkt nach seiner Rückkehr nach Wien wieder in der Hofkapelle und wird ab dem 18. Mai 1576 als „Cammer musicus“ mit einem Monatsgehalt von zehn Gulden in den dortigen Akten geführt.
- Jakob Regnart, der seit 1568 für eine etwa zweijährige Studienreise in Italien weilte, ist seit 1. November 1570 Präzeptor (Musiklehrer) der Kapellknaben der Hofkapelle. Sein Landsmann Orlando di Lasso schlägt ihn 1580 mit beredten Worten als Nachfolger von Antonio Scandello für das Amt des Hofkapellmeisters am kursächsischen Hof in Dresden vor; diese Möglichkeit lässt Regnart aber unberücksichtigt. 1580 veröffentlicht er in Nürnberg Neue Kurtzweilige Teutsche Lieder.
- Philippe de Monte ist seit 1568 als Nachfolger von Jacobus Vaet Kapellmeister der Hofkapelle Maximilians II. in Wien. Nach dem Tod von Maximilian II. am 12. Oktober 1576 hatte ihm sein Nachfolger Rudolf II. die Position eines Kanonikus an der Kathedrale von Cambrai zuerkannt. Danach ersuchte Philippe de Monte seinen Dienstherrn darum, sich in den Ruhestand nach Cambrai zurückziehen zu dürfen, was Rudolf II. jedoch ablehnte. Anders als sein Vater ist Rudolf II. kaum musikbegeistert, er behält aber die Hofkapelle und andere musikalische Einrichtungen bei, weil sie ein Teil der kaiserlichen Repräsentation sind. Auch will er den Komponisten wegen seines hohen Ansehens nicht ohne einen Nachfolger ziehen lassen. Dieser hat andererseits auch einigen Nutzen von der Lage des kaiserlichen Hofs in der Mitte des Reichs. Dies verstärkte sich noch, als im Jahr 1580 die kaiserliche Residenz und Hofhaltung nach Prag verlegt wird. 1580 veröffentlicht de Monte sein Il quarto libro de madrigali zu sechs Stimmen, L’ottavo libro delli madrigali zu fünf Stimmen und Il nono libro de madrigali zu fünf Stimmen.

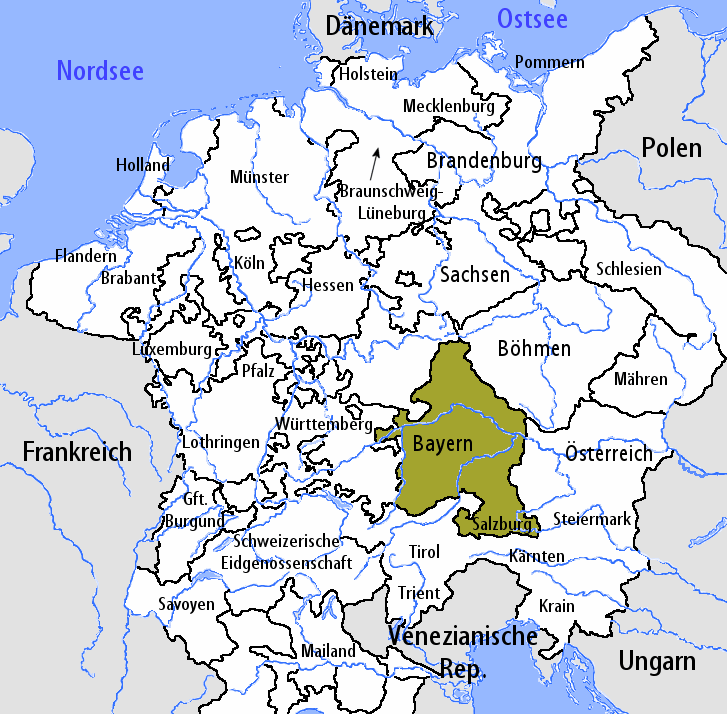
Der Bayerische Reichskreis (oliv) auf einer Kreiskarte des Heiligen Römischen Reiches, Stand etwa 1630

#### Bayerischer Reichskreis

##### Herzogtum Bayern
- Gregor Aichinger, der 1577 im Knabenalter nach München gegangen war und Schüler von Orlando di Lasso wurde, studiert seit 1578 an der Universität Ingolstadt. Dort tritt er in Kontakt mit seinem Studienkollegen Jakob Fugger, dem späteren Fürstbischof von Konstanz. Aichinger erhält durch diese Begegnung, Kontakte zu weiteren Mitgliedern der Familie Fugger, denen er später zahlreiche seiner Werke widmen wird.
- Franciscus Florius hat seit Herbst 1556 in München an der Hofkapelle von Herzog Albrecht V. eine Anstellung als Hofbassist. Neben seiner Tätigkeit als Sänger ist Florius, zusammen mit dem Hofkopisten Johannes Pollet, auch als Notenkopist eingesetzt. Nach dem Ausscheiden Pollets 1571 ist er zum Hauptkopisten aufgestiegen; diese Stellung hat er bis zu seinem Tod 1588 inne.
- Johannes de Fossa ist seit dem letzten Vierteljahr 1559 Vizekapellmeister der Münchner Hofkapelle. In den vorhandenen Dokumenten wird Fossa allerdings weiterhin nur als Tenorist bezeichnet. Seit 1571 hat er die Aufsicht über die Chorknaben der Kapelle und hat ihnen in seinem Haus Kost und Unterkunft zu geben.
- Antonius Gosswin ist seit 1570 ein Angestellter der Hofkapelle von Wilhelm von Bayern und seit seiner Rückkehr 1576 vom Reichstag in Regensburg Organist an der Kirche St. Peter. Als Herzog Albrecht am 24. Oktober 1579 verstirbt, kommt es danach zu einer personellen Verkleinerung der Hofhaltung und Antonius Gosswin wird entlassen. Kurz darauf wird er Mitglied der Kapelle von Prinz Ernst, Bischof von Freising, einem Sohn von Herzog Albrecht. Orlando di Lasso bestätigt in einem Brief vom 13. Februar 1580 an Prinz Wilhelm, dass diese Anstellung für Gosswins Lebenszeit gültig sein solle. Anfang 1580 zieht der Komponist mit seiner Frau nach Freising. Wenig später, gegen Jahresende 1580, wird sein Dienstherr zum Bischof von Lüttich ernannt.
- Orlando di Lasso ist seit 1563 Kapellmeister der Münchner Hofkapelle. Zu Orlandos Aufgaben gehören u. a. Reisen durch Europa zur Anwerbung neuer Musiker, die Unterrichtung der Chorknaben, die teilweise sogar in seiner Familie leben, Proben mit den Musikern und die Komposition zahlreicher neuer Werke. Nach dem Tod Albrechts V. 1579 erhält der Komponist von Kurfürst August von Sachsen 1580 das Angebot, als Kapellmeister an dessen Hof in Dresden zu kommen. Abgesehen von konfessionellen Erwägungen stützt sich Orlandos Ablehnung auf seine komfortable finanzielle Situation in München und womöglich auch auf sein vorgerücktes Alter. In den vorausgegangenen zehn Jahren hat er bereits ein hervorragendes Verhältnis zu Albrechts Nachfolger Wilhelm V. entwickelt; dieser sorgte auch ab 1573 für die Herausgabe einer eindrucksvollen Reihe großformatiger Chorbücher mit Orlandos Messen, Offizien, Lesungen und Magnificats in den erwähnten Patrocinium musices.

Der Burgundische Reichskreis (grün) auf einer Karte des Heiligen Römischen Reiches, Stand etwa 1512

#### Burgundischer Reichskreis

##### Markgrafschaft Antwerpen
- Séverin Cornet, der seit 1564 in Mechelen an der St.-Rombouts-Kathedrale tätig war, ist seit 1572 der Nachfolger von Gérard de Turnhout als Kapellmeister der Kathedrale von Antwerpen.

##### Herrlichkeit Mechelen
- Jan van Turnhout, der vielleicht der jüngere Bruder von Gérard de Turnhout ist, ist seit dem 9. August 1577 Kapellmeister der Stiftskirche Saint-Rombaut in Mecheln. Er wird jedoch wegen Beschwerden über seine Amtsführung bereits 1580 wieder entlassen, verlässt diese Position auch wegen religiöser Unruhen in Brüssel in diesem Jahr.

##### Herzogtum Limburg
- Ludovicus Episcopius, der am 18. Oktober 1577 in seine frühere Stellung als Kapellmeister und Kantor an der Kollegiatkirche St. Servatius in Maastricht zurückgekehrt ist, wirkt hier für knapp fünf Jahre.

##### Grafschaft Flandern
- Géry de Ghersem erhält in seiner Jugendzeit seine erste musikalische Ausbildung durch den Komponisten George de La Hèle an der Kathedrale von Tournai.
- George de La Hèle, der seit 1572 als Chorleiter an der Kirche St. Rombaut in Mecheln gewirkt hatte, ist in dieser Funktion seit 1574 an die Kathedrale von Tournai tätig. Philipp II. von Spanien ernennt La Hèle am 15. September 1580 zum Kapellmeister der Capilla real als Nachfolger des 1580 verstorbenen Gérard de Turnhout. Aber trotz aller Bemühung des Königs zum baldmöglichsten Amtsantritt des Komponisten bleibt die Position eineinhalb Jahre lang vakant, weil La Hèle zuvor zeitweilig an der Capilla flamenca in Madrid wirkt.
- Andreas Pevernage, der vom 17. Oktober 1563 bis 1577 Kapellmeister an der Kirche Notre-Dame in Courtrai war und 1564 zusätzlich eine Pfründe an Sankt Willibrordus in Hulst erhalten hatte, wechselt 1578 an die Kirche St. Jakob in Brügge, weil Courtrai kurzzeitig unter die Herrschaft der Calvinisten gerät. Zwischen 1578 und 1585 wird die Arbeit Pevernages aber auch in Brügge immer wieder durch die kriegerischen Auseinandersetzungen zwischen den Konfessionen beeinträchtigt.
- Cornelis Verdonck, der seine erste musikalische Ausbildung als Kapellknabe vermutlich an der Kathedrale Notre-Dame in Antwerpen unter Gérard de Turnhout bekam, gelangt im Zuge der Anwerbung von Sängerknaben für die Capilla flamenca zusammen mit Philippe Rogier im Jahr 1572 nach Madrid an die Hofkapelle des spanischen Königs Philipp II., wo er für etwa acht Jahre bleibt. Auf Grund seiner Begabung bekommt er nach dem Stimmbruch die Möglichkeit zu studieren. Der spanische König schreibt hierzu am 16. Februar 1580 an seinen Neffen Alessandro Farnese wegen des Studiums von Verdonck und zwei weiteren bisherigen Kapellknaben an der Universität Douai. Wohl ab dieser Zeit ist Verdonck auch Schüler von Séverin Cornet, der seit 1572 Singmeister an der Kathedrale von Antwerpen ist.

##### Grafschaft Holland
- Jan Pieterszoon Sweelinck, der älteste Sohn des Organisten Pieter Swibbertszoon und seiner Frau Elske Jansdochter Sweeling, lebt in Amsterdam und wirkt nach Aussage von Sweelincks Schüler und Freund Cornelis Plemp seit dem Jahr 1577 als Organist an der Oude Kerk. Nach Johann Mattheson ist er „schon in der Jugend, wegen seiner netten Fingerführung auf der Orgel, und überaus artigen Manier zu spielen, sonderlich berühmt“.[1]

Der Fränkische Reichskreis (rot) auf einer Karte des Heiligen Römischen Reiches, Stand zu Beginn des 16. Jahrhunderts

#### Fränkischer Reichskreis

##### Reichsstadt Nürnberg
- Leonhard Lechner, der bis zirka 1570 als Sängerknabe am bayerischen Hof zu Landshut angestellt war, hält sich spätestens seit 1575 in Nürnberg auf. Hier hat er bis 1584 das untergeordnete Amt eines „Schulgehilfen“ an der St.-Lorenz-Schule inne. Sein Nürnberger Wirken ist durchaus von Anerkennung und Erfolgen begleitet; auch bieten ihm die 1568, 1571 und 1577 gegründeten privaten Zirkel musikliebender Nürnberger Patrizier (Sodalicium musicum) ein finanziell wie künstlerisch lohnendes Betätigungsfeld.

#### Kurrheinischer Reichskreis

##### Kurpfalz
- Mathias Gastritz, der am 22. Dezember 1561 zum Organisten der Stadt Amberg bestellt wurde, wirkt fast 30 Jahre lang in den Diensten der Stadt.
- Johann Knöfel ist seit 1579 Kapellmeister des pfalzgräflichen Kurfürsten zu Heidelberg Ludwig VI.

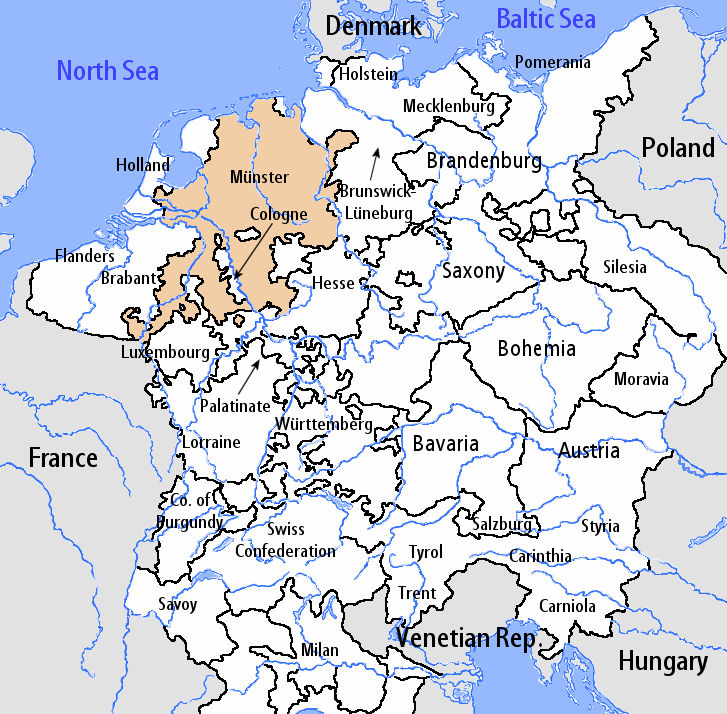
Der Niederrheinisch-Westfälische Reichskreis (hellbraun) auf einer Karte des Heiligen Römischen Reiches, Stand zu Beginn des 16. Jahrhunderts

#### Niederrheinisch-Westfälischer Reichskreis

##### Hochstift Cambrai
- Laurent de Vos, der 1570 Countertenor an der St.-Donatus-Kirche in Brügge war und von August 1577 bis September 1578 Chorleiter an St. Martin in Ypern, kehrt 1580 nach Cambrai in die Dienste des Erzbischofs Louis de Berlaymont zurück, der kurze Zeit danach in den Wirren der Zeit nach Tournai flüchten muss. Hier begeht de Vos den Irrtum, den Text einer Motette so zu gestalten, dass Kritik an der augenblicklichen politischen Situation darin vorkommt. Er wird unmittelbar nach der Aufführung, auf Befehl des die Stadt zu dieser Zeit despotisch regierenden Baudouin de Gavre, Baron d'Inchy inhaftiert und ohne Verhandlung vor den Augen seiner weinenden Chorknaben im Januar oder März 1580 auf dem Marktplatz gehängt.

##### Vereinigte Herzogtümer Jülich-Kleve-Berg
- Martin Peudargent ist Hofkomponist in den Diensten von Wilhelm V. von Jülich-Kleve-Berg.

#### Niedersächsischer Reichskreis

##### Erzstift Magdeburg
- Leonhart Schröter, der von 1561 bis 1576 als Stadtkantor in Saalfeld gewirkt hatte, ist seit 1576 Kantor an der Altstädter Lateinschule in Magdeburg, wo er bis zu seiner Emeritierung 1595 verbleibt. 1580 veröffentlicht er in Erfurt den zweiten Teil seiner Cantiones suavissimae quator vocis.

##### Fürstentum Braunschweig-Wolfenbüttel
- Johann Zanger der Ältere, der seit 1553 Pfarrer an der Petrikirche in Braunschweig war, ist seit 1571 Pfarrer an der Martinikirche, seit 1577 Stellvertreter des Stadtsuperintendenten.

##### Hamburg
- Jacob Praetorius der Ältere, der wahrscheinlich in seiner Heimatstadt Magdeburg Unterricht von Martin Agricola erhielt, ist von 1555 bis zu seinem Tod 1586 als Organist und Kirchenkomponist an zwei Kirchen in Hamburg nachweisbar.

Der Obersächsische Reichskreis (rot) auf einer Karte des Heiligen Römischen Reiches, Stand am Ende des 16. Jahrhunderts

#### Obersächsischer Reichskreis

##### Fürstentum Anhalt
- Gallus Dreßler wirkt ab 1575 – nachdem 1574 die Philippisten unter Kurfürst August von Sachsen aus Sachsen vertrieben wurden – als Diakon an der St.-Nikolai-Kirche in Zerbst, in welchem Amt er 1581 verstorben zu sein scheint. Seine Cantiones sacrae 4, 5 et plurium vocum werden 1580 in Nürnberg neu aufgelegt.

##### Kurfürstentum Sachsen
- Elias Nikolaus Ammerbach, der von 1548 bis 1549 an der Universität Leipzig studiert hatte, wirkt danach, vermutlich bis an sein Lebensende 1597, als Thomasorganist an der Thomaskirche.
- Joachim a Burck, der ab 1563 Kantor an der Lateinschule in Mühlhausen war, ist seit 1566 Organist an der Kirche Divi Blasii in Mühlhausen. Daneben ist er als Geschichtsschreiber und öffentlicher Notar tätig.
- Sethus Calvisius, der ab 1579 die Universität Helmstedt besuchte, erhält ein Stipendium des Kurfürsten August von Sachsen und begibt sich 1580 an die Universität Leipzig. Dort beschäftigt er sich mit Mathematik, Chronologie, Astronomie und so intensiv mit der Musik, dass er im folgenden Jahr zum Rektor des Chores an der Paulinerkirche avancieren wird.
- Wolfgang Figulus ist von 1551 bis zu seiner Pensionierung 1588 Kantor und Lehrer an der Fürstenschule in Meißen. Er unterrichtet die Fächer Musik, Latein und Religion und sorgt für die musikalische Gestaltung der Gottesdienste in der Afrakirche.
- Rogier Michael, der von 1572 bis 1574 die Stelle eines Tenorsängers in Ansbach an der Hofkapelle von Markgraf Georg Friedrich von Brandenburg-Ansbach bekleidete, ist seit 1. Februar 1575 – auf Empfehlung von Aemilia von Sachsen, der Schwester von Kurfürst August von Sachsen – Sänger und Musiker an der Dresdener Hofkapelle. Im Verzeichnis der „Cantorey“ aus dem Jahr 1580 wird er mit einem Jahresgehalt von 144 Gulden als Altist aufgeführt.
- Antonio Scandello, der seit 1566 Vizekapellmeister der Dresdner Hofkapelle war und als „zugeordneter Moderator“ dem altersschwachen Mattheus Le Maistre unterstand, ist seit 1568 Hofkapellmeister und übt diese Aufgabe bis zu seinem Tod 1580 aus. Scandello wird nach seinem plötzlichen Tod am 18. Januar 1580 auf dem Dresdner Frauenkirchhof begraben. Sein Nachfolger im Amt des Kapellmeisters wird Giovanni Battista Pinello di Ghirardi.
- Nikolaus Selnecker, der seit dem Jahreswechsel 1573/74 wieder Professor in Leipzig ist, ist seit 1576 zusätzlich Pfarrer an der Thomaskirche und Superintendent, dazu auch Domherr am Meißner Dom.

##### Mark Brandenburg
- Bartholomäus Gesius, Sohn eines Ackerbürgers und Ratsherrn, studiert zwischen 1578 und 1585 an der Viadrina in Frankfurt (Oder).
- Thomas Mancinus, der seit Februar 1576 als Komponist und Kapellmeister in Güstrow wirkte, ist von 1579 bis 1581 Tenorist in der Hofkapelle in Berlin.

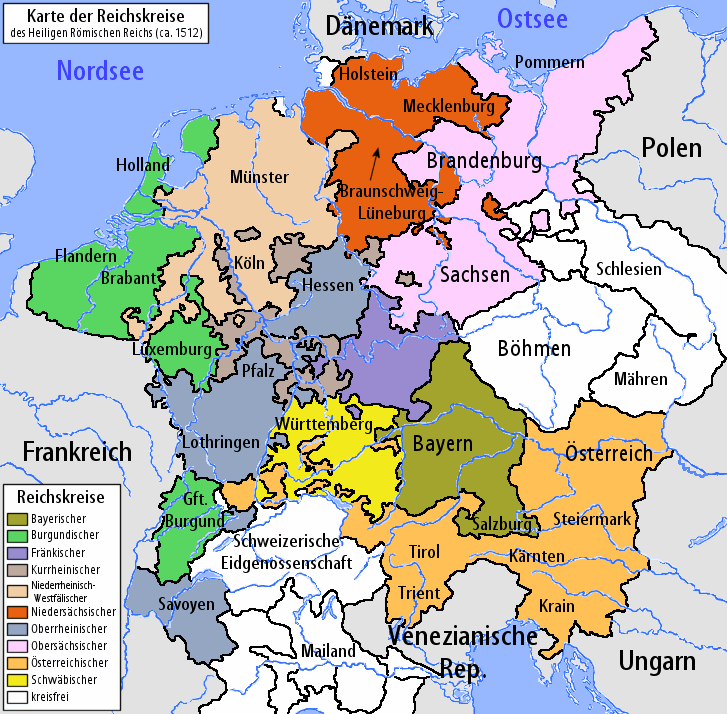
Der Österreichische Reichskreis (beige) auf einer Karte des Heiligen Römischen Reiches, Stand etwa 1512

#### Österreichischer Reichskreis

##### Erzherzogtum Österreich
- Blasius Amon ist seit ca. 1568 Sängerknabe an die Hofkapelle von Erzherzog Ferdinand II. in Innsbruck. Er erhält unter den Kapellmeistern Wilhelm Bruneau (tätig von 1564 bis 1584) und Alexander Utendal (tätig von 1564 bis 1581) eine gründliche musikalische Ausbildung, die er auf Studienreisen vervollkommnet.
- Simone Gatto, der seit 1568 am Hof in München als Posaunist wirkte, setzt seine berufliche Laufbahn seit 1572 in Graz fort. In der dortigen Hofmusikkapelle wirkt er zunächst als Bläser.
- Franz Sales, der 1580 vorübergehend eine Stelle als Tenorsänger in Hechingen angenommen hatte und noch im gleichen Jahr für kurze Zeit als Sänger an die Münchner Hofkapelle wechselte, bekommt am 1. November 1580 eine Anstellung an der Hofkapelle in Innsbruck, wo er etwa sieben Jahre lang bleibt.
- Lambert de Sayve, der seit dem 1. Februar 1569 das Amt eines Singmeisters an der Abtei Melk hatte, wirkt seit 1577 in der Grazer Hofkapelle von Erzherzog Karl. In der Hofkapelle ist seine Funktion beschrieben als „Capeln-Singer-Knaben-Preceptor“. 1580 reicht er ein Entlassungsgesuch ein, dem aber nicht entsprochen wird.
- Alexander Utendal, der seit 1564 Alt-Sänger in der Kapelle von Erzherzog Ferdinand II. war, ist hier seit Ende 1572 Kapellknaben-Praezeptor und damit Vizekapellmeister. Offiziell führt er diesen Titel erst ab 1580. Utendal hat die Kapellknaben im Singen und im Komponieren zu unterrichten; für diese Aufgabe muss er in den folgenden Jahren mehrfach um Zuschüsse seitens der herzoglichen Hofhaltung bitten, die ihm meistens gewährt werden. Er selbst hat in einem Brief vom 15. Juli 1580 an Kurfürst August von Sachsen (1526–1586) dargelegt, dass er seit jungen Jahren dem Hause Österreich dienen würde. Obwohl Utendal immer wieder unter finanziellen Engpässen zu leiden hatte, lehnt er 1580 eine Berufung zum Dresdener Hofkapellmeister als Nachfolger von Antonio Scandello ab.

##### Gefürstete Grafschaft Görz
- Giorgio Mainerio, der zuvor in Udine gewirkt hatte, ist seit 1578 Maestro di cappella an der S. Chiesa d’Aquilegiain Aquileia. Während seiner letzten zehn Lebensjahre hat er gesundheitliche Probleme, so dass er öfter seinen Dienst als Kirchenpfleger zugunsten von Aufenthalten in Venedig, Ancona und bekannten Heilbädern unterbricht. 1580 veröffentlicht er in Venedig bei Angelo Gardano sein Sacra cantica Beatissimae M Virg omnitonum sex vocum parium canenda. Darin enthalten ist die sechsstimmige Motette O sacrum convivium.

Der Schwäbische Reichskreis (rot) auf einer Karte des Heiligen Römischen Reiches, Stand 16. Jahrhundert

#### Schwäbischer Reichskreis

##### Fürststift Kempten
- Jacobus de Kerle, der bis 1574 in Augsburg als Domorganist tätig war und am 14. Juli 1574 um seine Entlassung aus dem Organistenamt gebeten hatte, ist wahrscheinlich im Fürststift Kempten tätig. Er widmet Fürstabt Eberhard von Stain in Kempten eine Komposition, und zusätzlich hat ihn der Abt des Klosters Weingarten mit einem Empfehlungsschreiben befürwortet. Es ist nicht überliefert, ob die Aktion erfolgreich war; für eine Kemptener Tätigkeit spricht aber, dass er erst am 28. März 1579 in das Cambraier Kapitel aufgenommen wurde. Eine seiner Motetten erscheint 1580 in Genf im Sammelband Theatri musici selectissimas Orlandi de Lassus aliorumque […] Cantiones sacras, Liber 2.

##### Herzogtum Württemberg
- Ludwig Daser ist seit 1572 und bis zu seinem Ableben 1589 Kapellmeister der Hofkapelle Stuttgart.
- Balduin Hoyoul, der im Jahr 1561 im Alter von etwa 13 Jahren als Diskant-Sänger in den Chor der Stuttgarter Hofkapelle unter Ludwig Dasers Leitung eingetreten war und 1564/65 für zwei Jahre als Schüler zu Orlando di Lasso nach München geschickt wurde, wirkt nach seiner Rückkehr wieder als Altist und Komponist der Stuttgarter Hofkapelle. Einige Mitglieder der Kapelle bekommen von ihm Kompositionsunterricht, so 1579/80 der spätere Hofkapellmeister Hans Konrad Raab.
- Simon Lohet ist seit dem 14. September 1571 Organist der württembergischen Hofkapelle in Stuttgart. Es ist auch Lohets Aufgabe, die Instrumente der Hofkapelle zu verwalten. Neben seinem Amt als Hoforganist wirkt Lohet als Lehrer eines größeren Schülerkreises.

##### Hohenzollern-Sigmaringen
- Melchior Schramm, der 1572 für zwei Jahre Organist an der neuerrichteten Stiftskirche des Damenstifts in Hall war, wird im Jahr 1574 als Organist und Hofkapellmeister an den Hof Hohenzollern-Sigmaringen berufen, wo er an dem jungen Hof unter Graf Karl II. von Hohenzollern-Sigmaringen die Hofkapelle neu aufbaut und bis 1596 leitet.

##### Reichsstadt Augsburg
- Johannes de Cleve hält sich seit April 1579 in Augsburg auf, wo er offenbar ohne Anstellung lebt. Er wirkt bis zu seinem Tod 1582 als Musiklehrer, neben anderen Schülern auch als Lehrer des Augsburger Domkapellmeisters Bernhard Klingenstein.

##### Reichsstadt Dinkelsbühl
- Michael Tonsor wirkt von ungefähr 1567 bis 1588 als Organist an der St. Georgskirche in Dinkelsbühl.

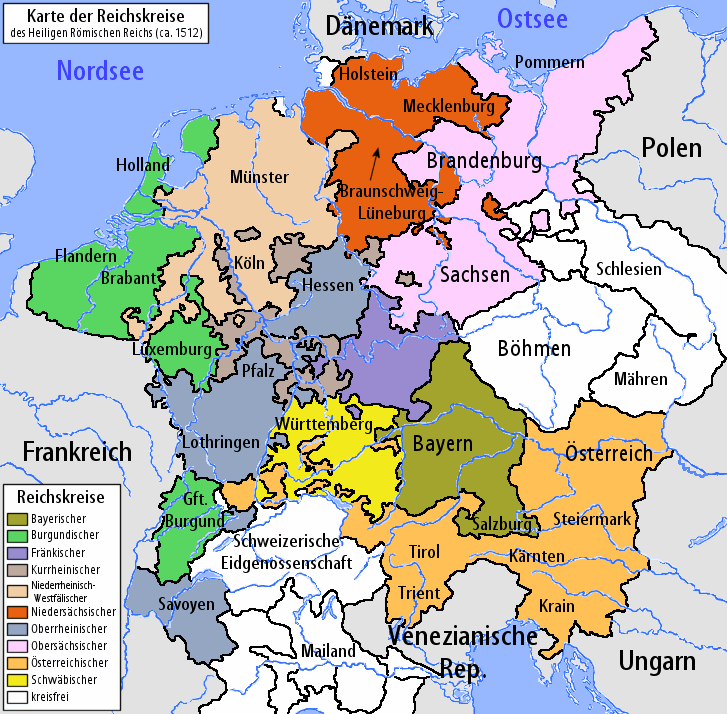
Die nicht eingekreisten zum Heiligen Römischen Reich zugehörigen Territorien und Stände (weiß) auf einer Karte des Heiligen Römischen Reiches, Stand etwa 1512

#### Nicht eingekreiste zum Heiligen Römischen Reich zugehörige Territorien und Stände

##### Alte Eidgenossenschaft
- Samuel Mareschall, der sich für die Jahre 1576 und 1577 an der Universität Basel zum Studium eingeschrieben hatte, ist seit 1577 als Nachfolger von Gregor Meyer Organist am Basler Münster; im gleichen Jahr wurde Mareschall an der Universität zum professor musices berufen. Zusätzlich bekommt er eine Anstellung als Musiklehrer am Gymnasium am Münsterplatz und am Collegium Alumnorum. Es gehört auch zu seinen Aufgaben, wöchentlich mit den Schülern des Gymnasiums und den Alumnen Übungsstunden („musices exercitia“) für den Kirchengesang am Münster abzuhalten.

##### Herzogtum Mailand
- Marc’Antonio Ingegneri, der wahrscheinlich bei Cyprian de Rore in Parma und bei Vincenzo Ruffo in Verona studiert hatte, lebt in Cremona und erwirbt sich dort einen guten Ruf als Komponist und Instrumentalist. Er ist möglicherweise Organist und ist als Streicher nachgewiesen.
- Tiburtio Massaino, der seit 1571 maestro di cappella von Santa Maria del Popolo in Rom war und danach in Modena gewirkt hatte, wechselt 1580 nach Lodi.
- Benedetto Pallavicino ist in seiner Jugendzeit nach Aussage seines Zeitgenossen Giuseppe Bresciani (1599–1670) Organist an verschiedenen Kirchen der Provinz Cremona tätig; er könnte dort bei Marc’Antonio Ingegneri studiert haben.

##### Herzogtum Mantua
- Ippolito Baccusi ist ab etwa 1576 bis 1589 als Kapellmeister am Dom zu Mantua tätig.
- Giovanni Giacomo Gastoldi, der in Mantua als Chorknabe an der Basilika Santa Barbara seine musikalische Ausbildung erhielt, Theologie studierte und seit 1572 Subdiakon war, ist seit 1574 Diakon und seit 1575 Priester. Gastoldi erhält Pfründe, damit verbunden ist die Verpflichtung, den Chorknaben Gesangsunterricht zu geben. Als Mitglied der Kapelle beteiligt er sich an der Komposition des vom Herzog Guglielmo Gonzaga (der sich auch selber als Komponist betätigt) gewünschten Repertoires.
- Giaches de Wert, der von 1563 bis 1565 den Dienst eines Kapellmeisters für die kaiserlichen Gouverneure in Mailand versehen hatte, wirkt spätestens seit September 1565 als Kapellmeister an der neu gebauten Basilika Santa Barbara in Mantua, der Hofkirche der Gonzaga-Herzöge, nachdem er dorthin für das erste Barbara-Fest am 4. Dezember 1564 eine neue von ihm komponierte Messe geschickt hatte. In dieser Stellung bleibt er bis zu seinem Tod im Jahr 1596. Er ist auch als prefectus musicorum für die weltliche Musik am Hof von Herzog Guglielmo Gonzaga in Mantua zuständig. Er bezieht ein außerordentlich hohes Jahresgehalt, zu welchem weitere Gratifikationen und im Jahr 1580 eine Schenkung von Ländereien hinzukommen.

##### Herzogtum Modena und Reggio
- Bernardino Bertolotti ist Hofmusiker der Familie Este in Ferrara. „Er war als Instrumentalist am Hof von Ferrara von Dezember 1578 bis zu dessen Auflösung Anfang 1598 angestellt.“[2]
- Luzzasco Luzzaschi, der seit Mai 1561 Organist und seit 1564 herzoglicher Hoforganist am Hof des Herzogs Alfonso II. d’Este war, ist seit 1574 – als Nachfolger Afonso della Violas (auch dalla Viola genannt) – Leiter der Instrumentalmusik des Herzogs von Ferrara. Seit 1572 bekleidet er zusätzlich das Organistenamt am Ferrareser Dom.
- Alessandro Striggio der Ältere, der zuvor in Florenz tätig war, pflegt in den 1580er-Jahren den Umgang mit der Familie Este an deren Hof in Ferrara, wo sich eines der damaligen Zentren der italienischen Musikentwicklung befindet.

##### Herzogtum Toskana
- Paolo Aretino, der bis 1547 als Kantor am Dom von Arezzo gewirkt hat, ist danach bis zu seinem Tode im Jahr 1584 an Santa Maria della Pieve, ebenfalls in Arezzo, tätig.
- Giulio Caccini, der wahrscheinlich Mitglied im Knabenchor der Cappella Giulia des Petersdoms und von Oktober 1564 bis November 1565 Gesangsschüler von Giovanni Animuccia war, wirkt seit dem 29. April 1566 am Hof des Großherzogs Ferdinando I. de’ Medici in Florenz.
- Vincenzo Galilei, der 1578/1579 in München am Hof von Albrecht V. verbrachte, wo sein Sohn Michelangelo Galilei Hofmusiker war, lebt wieder in Florenz.
- Cristofano Malvezzi, der seit 1571 als Kapellmeister am Baptisterium San Giovanni gewirkt hatte, ist seit 1574 – in der Nachfolge seines Vaters – Organist an der Basilica di San Lorenzo.
- Giovanni Piero Manenti, der im Juni 1571 – nach dem Tode von Francesco Corteccia – Kapellmeister an S.Giovanni geworden war, dieses Amt aber bereits nach sechs Monaten niedergelegt hatte, ist Organist an der Kathedrale von Florenz, ein Amt, das er bis zu seinem Tod 1597 ausübt. Manenti ist ebenfalls als Musiker am Hof der Medici tätig und komponiert zumindest ein Werk für die „Compagnia di S.Giovanni Evangelista“ in Florenz.

##### Königreich Böhmen
- Szymon Bar Jona Madelka lebt seit ungefähr 1575 in Pilsen, wo er Mitglied der Fleischerzunft ist. Später wird er Zunftmeister, Ratsherr der Stadt und Kantor.
- Jan Trojan Turnovský, der sich 1564 an der Karls-Universität Prag immatrikuliert hatte, wirkt ab etwa 1579 als utraquistischer Pfarrer an verschiedenen Orten.

##### Markgrafschaft Mähren
- Jacobus Gallus, der zuvor durch Böhmen, Mähren und Schlesien gereist war, tritt 1580 als Kapellmeister in die Dienste des Bischofs von Olmütz ein.

Karte des Herzogtums Preußen (dunkelgelb)

### Herzogtum Preußen
- Johannes Eccard, der von Jakob Fugger als Organist nach Augsburg berufen wurde, wirkt hier bis längstens 1579. Noch in diesem Jahr wechselt er nach Königsberg in die Dienste des Markgrafen Georg Friedrich von Ansbach, der ihn für seine Hofkapelle engagiert. Hier wird er Assistent von Teodoro Riccio, 1580 Vizekapellmeister.
- Teodoro Riccio, der nach seiner Ausbildung als Kirchenmusiker als Kapellmeister der Kirche Santa Nazaro in seiner Heimatstadt Brescia tätig war, ist seit 1575 Hofkapellmeisters in Ansbach und folgt seinem Dienstherren nach Königsberg, da dieser vom polnischen König Stephan Báthory, dem damaligen Lehnsherrn Preußens, mit dem Herzogtum belehnt wurde. 1580 veröffentlicht er in Nürnberg das zweite Buch seiner Sacrae Cantiones.

### Königreich England und Irland

#### Chapel Royal von Elisabeth I.
- John Bull, der 1573 Kapellknabe an der Hereford Cathedral war, ist wahrscheinlich schon seit 1574 Mitglied der Children of the Chapel Royal, wo der Organist John Blitheman sein Lehrer wird.
- William Byrd ist seit 1570 „Gentleman of the Chapel Royal“ und übt zusammen mit Thomas Tallis das Organistenamt aus.
- William Mundy, der 1543 Mitglied im Chor von Westminster Abbey wurde und später für verschiedene Kirchengemeinden arbeitete, ist seit 1563 Mitglied der Chapel Royal, an der er bis zu seinem Tode 1591 verbleibt.
- Thomas Tallis, der 1543 zum „Gentleman of the Chapel Royal“ in London ernannt wurde, bekleidet dieses Amt in den folgenden 40 Jahren.

#### Cambridge
- Richard Carlton studiert seit 1577 im Clare College in Cambridge.

|  | Info zur Audio-Datei |

#### London
- Die London Stationer’s Company verzeichnet 1580 unter dem Titel A New Northern Dittye of the Lady Greene Sleeves (Ein neues nördliches Lied über Lady Greensleeves) das englische Lied Greensleeves von Richard Jones, dessen Melodie seit dem Elisabethanischen Zeitalter zu den populärsten der Geschichte gehört.
- Peter Philips bekommt seine erste musikalische Ausbildung 1572 bis 1578 als Chorknabe an der St. Paul’s Cathedral in London unter Sebastian Westcott († 1582). Er lebt bis zu Westcotts Tod 1582 in dessen Haus.

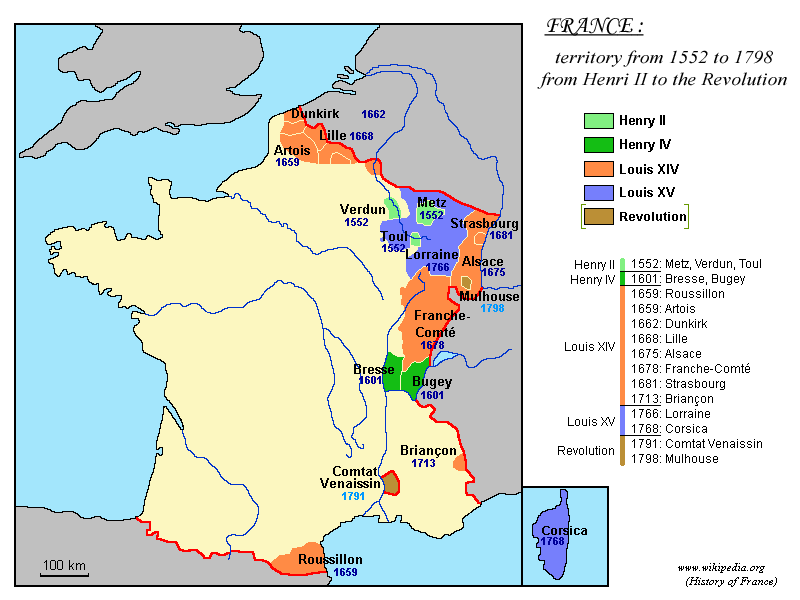
Territoriale Entwicklung des Königreichs Frankreich ab 1552

### Königreich Frankreich

#### Chapelle Royale von Heinrich III.
- Eustache du Caurroy ist seit 1570 zunächst als Sänger im Dienst der französischen Könige Karl IX. und Heinrich III. tätig und wird bald als Komponist bekannt.

#### Évreux
- Guillaume Costeley, der nach seiner Ausbildung von 1560(?) bis 1570 Hoforganist am Hof von Karl IX. war, wirkt danach bis zu seinem Ableben 1606 in Évreux als Komponist und ist dort Mitglied der Bruderschaft Sainte Cécile.

#### Paris
- Pierre-Francisque Caroubel, der von italienischer Herkunft war, lebt seit 1576 in Paris.
- John Dowland steht von 1579 bis 1584 im Dienst Sir Henry Cobhams, des englischen Gesandten in Paris, und seines Nachfolgers Sir Edward Stafford, 3. Herzog von Buckingham.
- Adrian Le Roy lebt in Paris und ist musikalischer Leiter des von ihm mit seinem Vetter Robert Ballard 1551 gegründeten Musikverlags Le Roy & Ballard.

Italien um 1494

### Italienische Staaten

#### Herzogtum Urbino
- Leonard Meldert, der bis zum Tod des Herzogs Guidobaldo II. della Rovere in Urbino 1574 an dessen Hof aktiv war und anschließend mit großer Wahrscheinlichkeit in Ravenna in die privaten Dienste von Giulio Feltrio della Rovere, Kardinal von Urbino und Erzbischof von Ravenna, getreten war, ist seit 1578 – nach Aussage des Musikforschers F. Piperno – wieder in Urbino aktiv, und zwar als Kapellmeister der dortigen Kathedrale.

#### Kirchenstaat
- Emilio de’ Cavalieri, der in Rom als Sohn einer aristokratischen und musikalischen Familie geboren wurde, wirkt dort als Organist und Musikdirektor von 1578 bis 1584.
- Ghinolfo Dattari erhält ab Februar 1555 in Bologna eine Anstellung als Sänger in der Kapelle von San Petronio, die er 62 Jahre lang, bis zu seinem Tode ausübt.
- Giovanni de Macque, der in jungen Jahren an der Hofkapelle in Wien als Sängerknabe ausgebildet wurde und ab 1563 seine Ausbildung am Wiener Jesuitenkolleg fortgesetzt hatte, wirkt in Rom. Vom 1. Oktober 1580 bis 21. September 1581 ist der Komponist an der römischen Kirche San Luigi dei Francesi als Organist tätig.
- Luca Marenzio, der seine erste Anstellung in Rom bei Kardinal Cristoforo Madruzzo († 1578) fand, steht anschließend in Rom in den Diensten von Kardinal Luigi d’Este (Bruder des Herzogs von Ferrara, Alfonso II. d’Este), der 1586 stirbt. In dieser Zeit veröffentlicht er seine ersten Madrigalsammlungen und hat möglicherweise auch Kontakt zum Hof von Ferrara. 1580 veröffentlicht er das erste Buch seiner Madrigali a 5 voci. In England werden 1580 zwanzig Madrigale in englischer Sprache neu verlegt.
- Giovanni Maria Nanino, der im Sommer 1575 das Amt des Kapellmeisters von San Luigi dei Francesi angetreten hatte, wirkt seit dem 28. Oktober 1577 – nach bestandener Aufnahmeprüfung – als Tenor im Chor der renommierten päpstlichen Kapelle, der Cappella Pontificia. In der Kapelle, die vor allem in der Cappella Sistina auftritt, bleibt er bis zu seinem Tod 1607 tätig. Neben seinen Verpflichtungen als Sänger liefert er auch eigene Kompositionen (eine von der Kapelle erwünschte Fähigkeit) und übernimmt verschiedene administrative Ämter.
- Giovanni Pierluigi da Palestrina, der seit 1565 musikalischer Leiter und Lehrer des Seminario Romano, einer Ausbildungsstätte des Priesternachwuchses war, übt diese Stelle – nachdem Giovanni Animuccia Ende März 1571 verstorben war – seitdem zum zweiten Mal aus. Palestrina ist auch für die Arciconfraternita della Santissima Trinità dei Pellegrini e Convalescenti aktiv, eine damalige römische Frömmigkeitsbewegung. Eine engere Beziehung unterhält Palestrina mit dem Hof der Gonzaga in Mantua. In den ersten zehn Jahren Palestrinas im erneuerten Amt an St. Peter ereignen sich etliche Todesfälle in seiner Familie. Sein Bruder Silla starb am Neujahrstag 1573, seine ältesten Söhne Rodolfo und Angelo 1572 und 1575, und am 22. August 1580 wird seine Frau Lucrezia Opfer einer Virusepidemie in Rom. Dies schlägt sich möglicherweise in der Zusammensetzung seines zweiten vierstimmigen Motettenbuchs nieder, welches auffallend viele Trauermusiken enthält. Palestrina entschließt sich offenbar daraufhin, Priester zu werden und ersucht seinen Dienstherrn, Papst Gregor XIII., im Herbst 1580 um den Empfang der niederen Weihen; dies wird bewilligt und am 7. Dezember des Jahres in der Kirche San Silvestro al Quirinale vollzogen.
- Paolo Quagliati, der nach seiner musikalischen Ausbildung 1574 nach Rom gezogen ist, wirkt hier als Organist in verschiedenen Kirchen.
- Francesco Soriano, der bereits als Knabe in der Lateranbasilika in Rom unter anderem mit Giovanni Pierluigi da Palestrina studierte und in den 1570er Jahren zum Priester geweiht wurde, wirkt von 1580 an als Maestro di cappella in San Luigi dei Francesi, ebenfalls in Rom.
- Simone Verovio lebt spätestens seit 1575 in Rom.
- Tomás Luis de Victoria, der in Rom das Collegium Germanicum – das Priesterseminar der Jesuiten – absolviert hatte, hat seit 1571 als moderator musicae die Leitung der Kapelle des Collegiums in der Nachfolge von Giovanni Pierluigi da Palestrina.

#### Königreich Neapel
- Giovanni Domenico da Nola wirkt seit Februar 1563 bis zu seinem Tod als Maestro di cappella an der BasilikaSantissima Annunziata Maggiore in Neapel. In dieser Funktion lehrt er auch die Mädchen des Waisenhauses der Annunziata und die Diakone des Priesterseminars Gesang.
- Antonio Valente wirkt von 1565 bis 1580 als Organist an Sant’Angelo a Nilo in Neapel. 1580 veröffentlicht er in Neapel seine Versi spirituali sopra tutta le note, con diversi canoni spartiti per sonar ne gli organi, messe, vespere, et altri officii divini, libro secondo.

#### Republik Venedig
- Costanzo Antegnati, der am besten bekannte Spross der verzweigten italienischen Orgelbauerfamilie Antegnati, bekommt seine musikalische Ausbildung bei Girolamo Cavazzoni und ist seit dem Jahr 1570 Orgelbau-Mitarbeiter seines Vaters Graziadio Antegnati des Älteren (1525–1590) in Brescia.
- Giovanni Matteo Asola wirkt von 1577 bis 1591 in Treviso, Vicenza und in Verona als Kapellmeister.
- Giovanni Bassano, der zuerst 1576 als Instrumentalmusiker an San Marco in Venedig in Erscheinung trat, erwirbt sich dort schnell einen Ruf als einer der besten Instrumentalisten in Venedig.
- Giovanni Cavaccio, der in seiner Jugend Sänger an der Münchener Hofkapelle gewesen sein soll und sich danach vermutlich in Venedig und Rom aufgehalten hat, wirkt seit 1576 als Sänger in Bergamo.
- Giovanni Croce wirkt seit 1565 als Chorknabe und Sänger am Markusdom in Venedig.
- Girolamo Diruta, der seit 1574 Mitglied des Minoritenklosters in Correggio war und seine musikalische Ausbildung zum Organisten von Batista Capuani erhalten hatte, geht 1580 nach Venedig, wo er Schüler des berühmten Claudio Merulo wird, eventuell auch von Gioseffo Zarlino und Costanzo Porta. 1580 veröffentlicht er in Venedig 20 Motetten zu je fünf Stimmen in Il primo libro de’ contrapunti sopra il canto fermo delle antifone delle feste principali de tutto l’anno (nur Sopran und Alt erhalten).
- Baldissera Donato, der seit 1550 als Sänger – zunächst an San Marco in Venedig – aktiv war und auch in der Ausbildung der Sänger wirkte, übernimmt 1580 die Kapellmeisterstelle am Dom zu Padua.
- Paolo Ferrarese ist in Venedig tätig.
- Andrea Gabrieli ist wahrscheinlich seit Jahresanfang 1566 als Organist an San Marco tätig, einer herausragenden Position in der Musikwelt Italiens, in der er bis zu seinem Lebensende bleiben wird. An San Marco entwickelt er, gefördert durch die einzigartige Akustik des Doms, seinen originalen Kompositionsstil der zeremoniellen Mehrchörigkeit und des konzertanten Stils, der später von seinem Neffen Giovanni Gabrieli weiter entwickelt wird. 1580 veröffentlicht er sein Il Secondo Libro de Madrigali a Sei voci.
- Giovanni Gabrieli, der in den Jahren 1575 bis 1579 Schüler von Orlando di Lasso in München war, geht 1580 nach Venedig zurück und wird dort am Markusdom Hilfsorganist unter seinem Onkel Andrea Gabrieli, der immer noch das Amt des Zweiten Organisten ausübt.
- Florentio Maschera, der seine erste Anstellung als Organist im Kloster Santo Spirito in Isola vor Venedig erhielt, ist seit 22. August 1557 Organist an der Kathedrale von Brescia.
- Claudio Merulo ist seit dem Jahr 1566 als Nachfolger von Annibale Padovano als erster Organist am Markusdom in Venedig tätig. Neben dieser offiziellen Tätigkeit tritt er regelmäßig in den Palazzi venezianischer Adliger auf, z. B. in der Ca’ Zantani, die auch von Parabosco, Padovano und anderen Virtuosen frequentiert wird. 1580 erscheinen seine Madrigali a 3.
- Giovanni Battista Mosto erhält am 6. November 1580 den Posten des „maestro di cappella“ an der Kathedrale von Padua.
- Ludovico Zacconi, der dem Augustinerorden beigetreten war, wo er 1575 zum Priester geweiht wurde, hat im Jahre 1577 Studien an der Kirche des hl. Stephanus in Venedig aufgenommen und wird später von Andrea Gabrieli als Schüler angenommen.
- Gioseffo Zarlino, der bei Adrian Willaert in Venedig studiert hat, ist seit 1565 – in der Nachfolge von Cypriano de Rore – Kapellmeister am Markusdom in Venedig. Er hat diese Stelle bis zu seinem Ableben 1590 inne.

### Königreich Polen und Großfürstentum Litauen

#### Hofkapelle von Stephan Báthory
- Krzysztof Klabon, der seit 1565 Lautenist der königlichen Hofkapelle in Krakau war, ist von 1576 bis 1601, mit einer kurzzeitigen Unterbrechung durch den Italiener Luca Marenzio 1596, Direktor der königlichen Kapelle.

#### Krakau
- Wojciech Długoraj, möglicherweise ein Schüler von Valentin Bakfark, ist Lautenist im Dienste von Samuel Zborowski, mit dessen Hof er 1579 Polen verlassen muss. Er kommt im Bernhardinerkloster von Krakau unter.

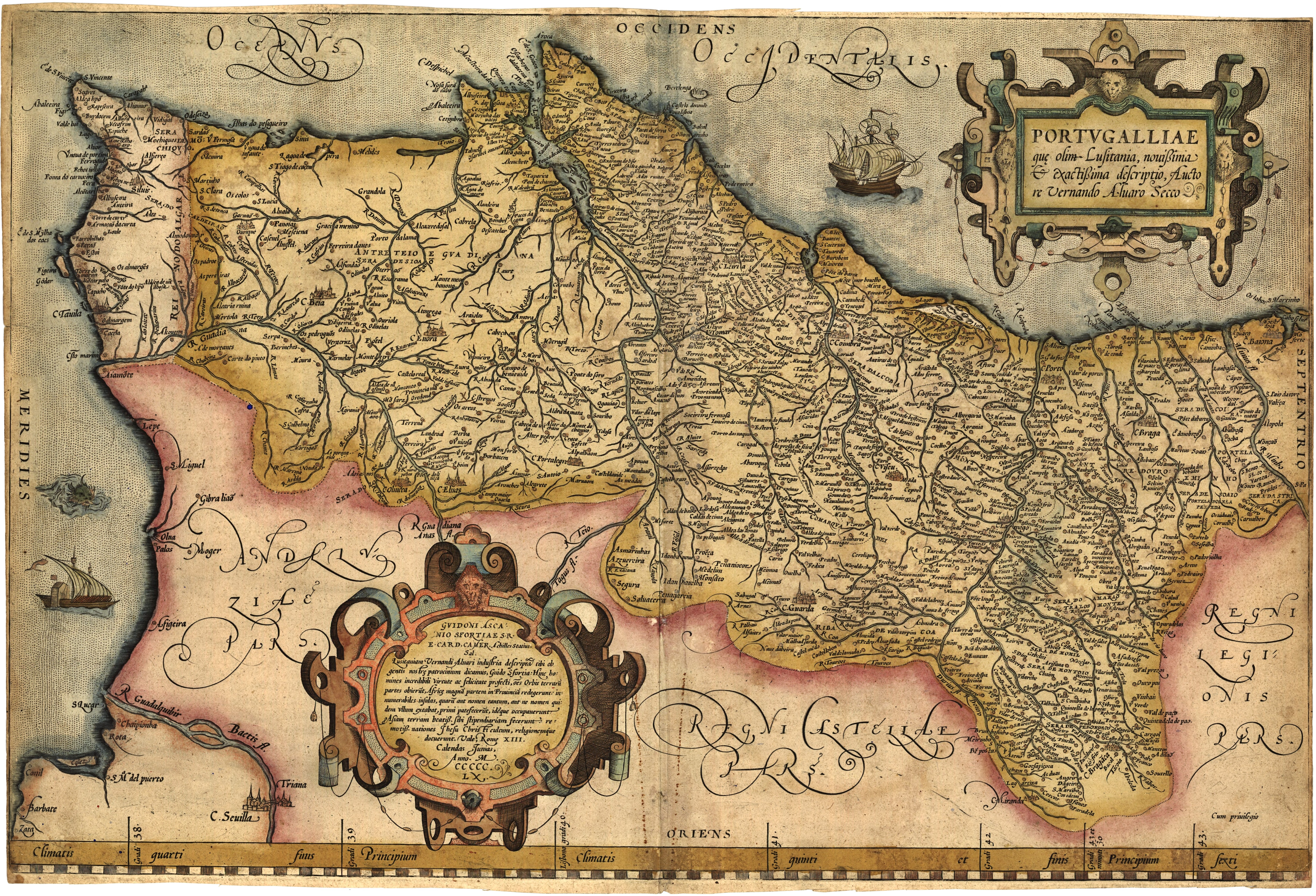
Königreich Portugal (1561)

### Königreich Portugal

#### Hofkapelle von Heinrich I. / António von Crato / Philipp I.
- António Carreira ist seit der Thronbesteigung des 14-jährigen Königs Dom Sebastiaõ 1568, Kapellmeister und Magisterio in Lissabon. Es ist nicht genau bekannt, aber wahrscheinlich, dass es zu dieser Zeit mindestens zwei Kapellen gibt, eine für den König und eine für Dona Catarina bzw. für Dom Henrique, denn es gibt zwischen 1562 und 1580 neben Carreira noch einen zweiten Kapellmeister: den Flamen Rinaldo del Mel. Nach dem tragischen Verschwinden des Königs Dom Sebastiaõ 1578 nach der Schlacht von Alcácer-Quibir, und dem Tod des Kardinals 1580, bleibt Carreira auch unter der Regierung von Heinrich I. Kapellmeister der Königlichen Kapelle in Lissabon.
- Rinaldo del Mel, der in Mechelen lebte und seit dem 3. März 1562 Mitglied der Singschule der Kathedrale Saint-Rombaud war, hat seine Heimat verlassen und wirkt vermutlich seit 1572 am königlichen Hof in Lissabon als maestro unter König Sebastian I. und König Heinrich I. Nach dem Tod von Heinrich I. und nachdem Portugal vom Königreich Spanien annektiert worden war, verlässt Rinaldo del Mel Portugal.

Iberische Halbinsel Ende des 15. Jahrhunderts

### Königreich Spanien

#### Hofkapelle von Philipp II.
- Philippe Rogier, der seine erste musikalische Ausbildung an der Kathedrale seiner Geburtsstadt Arras erhalten hatte, ist 1572 mit Gérard de Turnhout – seit 1571 Kapellmeister der capilla flamenca des spanischen Königs Philipp II. – und anderen jugendlichen Sopranisten nach Madrid gereist und wurde am dortigen Königshof eingeführt. In Madrid kann er in den folgenden Jahren als jugendlicher Sänger seine musikalische Ausbildung vervollständigen.
- Gérard de Turnhout, der seit 1562 an der Liebfrauenkirche Antwerpen tätig war und hier seit 1563 die Position eines Musikmeisters (maître de musique) in der Nachfolge von Antoine Barbé bekleidete, ist seit 1572 Kapellmeister der Capilla flamenca von König Philipp II. von Spanien in Madrid. In diesem Amt bleibt er bis zu seinem Tod am 15. September 1580. Sein Nachfolger wird George de La Hèle.

#### La Seu d’Urgell
- Joan Brudieu, der 1578 die Stelle des Kapellmeisters in Santa Maria del Mar in Barcelona angetreten hatte, ist im Jahr 1579 nach La Seu d’Urgell zurückgekehrt, wo er seitdem wieder als Musiker an der Kathedrale eingesetzt wird.

#### Segovia
- Sebastián de Vivanco, der wahrscheinlich seine musikalische Ausbildung ebenso wie sein etwas älterer Zeitgenosse Tomás Luis de Victoria an der Kathedrale von Ávila erhielt und seine erste bekannte Stelle als Kapellmeister der Kathedrale von Lérida hatte, ist seit 1576 Kapellmeister an der Kathedrale von Segovia.

#### Sevilla
- Francisco Guerrero ist seit 1574 Kapellmeister an der Kathedrale von Sevilla.
- Alonso Mudarra, der seit dem 18. Oktober 1546 Kanoniker an der Kathedrale von Sevilla war und einen bedeutenden Einfluss auf das Musikleben der Stadt hatte, verstirbt am 1. April 1580.

#### Tarragona
- Nicasio Zorita, der 1578 noch in Valencia wirkte, wird in diesem Jahr zum Kapellmeister der Kathedrale von Tarragona ernannt. In diesem Amt bleibt er bis mindestens 1589.

#### Valladolid
- Esteban Daza, der 1576 sein Hauptwerk Libro de música herausgegeben hat, lebt in Valladolid.

### Vizekönigreich Neuspanien
- Hernando Franco, der – gemäß eines Beleges aus dem Jahr 1571 – maestro de capilla der Kathedrale von Santiago de Guatemala war und diesen Posten 1574 verlassen hat und nach Mexiko gegangen ist, hat seit 1575 die Stelle des maestro de capilla der neuen Kathedrale von Mexiko-Stadt.

## Instrumentalmusik

### Für Orgel
- Antonio Valente – Versi per Organo: Noten und Audiodateien im International Music Score Library Project

### Für fünf Instrumente
- Clement Woodcock
  - In Nomine à 5, VdGS 1, in: Dow partbooks: Noten und Audiodateien im International Music Score Library Project
  - In Nomine à 5, VdGS 2, in: Dow partbooks: Noten und Audiodateien im International Music Score Library Project
  - In Nomine à 5, VdGS 3, in: Dow partbooks: Noten und Audiodateien im International Music Score Library Project

## Vokalmusik

### Geistlich
- Giammateo Asola
  - Messe a quattro voci pari, Venedig: Angelo Gardano: Noten und Audiodateien im International Music Score Library Project
  - Messe a quattro voci pari, secondo libro, Venedig: Angelo Gardano: Noten und Audiodateien im International Music Score Library Project
- Lodovico Balbi – Messen zu vier und fünf Stimmen, Venedig: Angelo Gardano
- Joachim a Burck
  - Officium Sacrosanctae Coenae Dominicae, super cantiunculam: Quam mirabilis ex primo libro odarum compositum zu vier Stimmen, Erfurt: Georg Baumann
  - Hebdomas divinitus instituta zu vier Stimmen, Mühlhausen: Georg Hantzsch
- Jean de Castro
  - Second Livre de chansons, madrigalz et motetz zu drei Stimmen, Paris
  - 1 weitere Motette, Genf
- Jacobus Clemens non Papa – Seelenmesse zu vier Stimmen, Löwen
- Placido Falconio
  - Turbarum voces zu vier Stimmen, Brescia: Vincenzo Sabbio
  - Voces Christi zu drei Stimmen, Brescia: Vincenzo Sabbio
  - Sacra Responsoria Hebdomadae Sanctae zu vier Stimmen, Brescia: Vincenzo Sabbio
  - Threni Hieremiae prophetae, una cum psalmis, Benedictus et Miserere zu vier Stimmen, Brescia: Vincenzo Sabbio
- Jacobus Gallus
  - erstes Buch der Messen zu sieben und acht Stimmen, Prag: Georg Nigrinus
  - erstes Buch der Messen zu sechs Stimmen, Prag: Georg Nigrinus
  - erstes Buch der Messen zu fünf Stimmen, Prag: Georg Nigrinus, darin:
    - Missa super Ich stund an einem morgen zu fünf Stimmen: Noten und Audiodateien im International Music Score Library Project

  - erstes Buch der Messen zu vier Stimmen, Prag: Georg Nigrinus
- Mikołaj Gomółka – Melodie na Psałterz Polski zu vier Stimmen, Krakau: Drukárni Łázárzowéy: Noten und Audiodateien im International Music Score Library Project
- Eucharius Hoffmann – Geistlicher Lieder in irer gewöhnlichen Melodey auff Villanellen art zu vier Stimmen, Teil 1, Rostock: Augustin Ferber
- Jacobus de Kerle – 1 Motette, in: Theatri musici selectissimas Orlandi de Lassus aliorumque […] Cantiones sacras, Liber 2, Genf
- Gregor Lange – Cantiones aliquot novae; darin
  - Affer opem zu fünf Stimmen: Noten und Audiodateien im International Music Score Library Project
  - Benedicat tibi Dominus zu fünf Stimmen: Noten und Audiodateien im International Music Score Library Project
  - Christus resurgens zu sechs Stimmen: Noten und Audiodateien im International Music Score Library Project
  - Cor mundum crea in me, Deus zu sechs Stimmen: Noten und Audiodateien im International Music Score Library Project
  - Domine, ne longe facias zu fünf Stimmen: Noten und Audiodateien im International Music Score Library Project
  - Dum complerentur dies pentecostes zu fünf Stimmen: Noten und Audiodateien im International Music Score Library Project
  - Ecce quam bonum zu fünf Stimmen: Noten und Audiodateien im International Music Score Library Project
  - Ecce venit tibi rex tuus zu fünf Stimmen: Noten und Audiodateien im International Music Score Library Project
  - Ego dormio et cor meum vigilat zu sechs Stimmen: Noten und Audiodateien im International Music Score Library Project
  - Et respondens Iesus dixit illis zu fünf Stimmen: Noten und Audiodateien im International Music Score Library Project
  - Exaudi me, Domine zu fünf Stimmen: Noten und Audiodateien im International Music Score Library Project
  - Memor esto verbi tui - Bonitatem fecisti zu fünf Stimmen: Noten und Audiodateien im International Music Score Library Project
  - Omnes sitientes, venite ad aquas zu fünf Stimmen: Noten und Audiodateien im International Music Score Library Project
  - Quicquid Adam zu sechs Stimmen: Noten und Audiodateien im International Music Score Library Project
  - Tota pulchra es zu fünf Stimmen: Noten und Audiodateien im International Music Score Library Project
  - Tulerunt Dominum meum zu fünf Stimmen: Noten und Audiodateien im International Music Score Library Project
  - Veni, dilecte mi zu fünf Stimmen: Noten und Audiodateien im International Music Score Library Project
  - Vina parant animos zu fünf Stimmen: Noten und Audiodateien im International Music Score Library Project
- Giorgio Mainerio – Sacra cantica Beatissimae Mariae Virginis omnitonum zu sechs Stimmen, Venedig: Angelo Gardano
- Tiburtio Massaino – Sacri cantus … liber secundus zu fünf Stimmen, Venedig: Angelo Gardano
- Leonhard Paminger – Quartus tomus cantionem ecclestiacarum..., Nürnberg (posthum)
- Costanzo Porta – Liber quinquaginta duorum motectorum zu vier, fünf, sechs sieben und acht Stimmen, Venedig: Angelo Gardano; darin:
  - Dies sanctificatus zu vier Stimmen: Noten und Audiodateien im International Music Score Library Project
  - Diffusa est zu sieben Stimmen: Noten und Audiodateien im International Music Score Library Project
- Teodoro Riccio – Secundus liber sacrarum cantiones, quas vulgo motectas appellant: quinque, sex, octo et duodecima vocibus compositarum: quae tam vivae voci, quam omnibus Instrumentis sunt accomodatae, Königsberg: Georg Osterberger: Noten und Audiodateien im International Music Score Library Project
- Antonio Valente – Versi spirituali sopra tutta le note, con diversi canoni spartiti per sonar ne gli organi, messe, vespere, et altri officii divini, libro secondo, Neapel
- Ivo de Vento – Tribularer si nescirem (Separatdruck aus der Sammlung Latinae cantiones, quas vulgo motteta vocant, quinque vocum, suavissima melodia, etiam instrumentis musicis attemperatae, 1570)
- Johannes Wanning – Sacrae Cantiones quinque, sex, septem et octo voces compositae, et tum vivae voces, tum musicis instrumentis aptatae

### Weltlich
- Anthoine de Bertrand
  - erstes Buch der sonets chrestiens mis en musique zu vier Stimmen, Senlis: Simon Goulart, Lyon: Charles Pesnot
  - zweites Buch der sonets chrestiens mis en musique zu vier Stimmen, Senlis: Simon Goulart, Lyon: Charles Pesnot
- Gallus Dressler – Ich bin die Auferstehung und das Leben zu vier Stimmen, in: Außerlesene teutsche Lieder: Noten und Audiodateien im International Music Score Library Project
- Giovanni Ferretti – Siat' avertite zu fünf Stimmen: Noten und Audiodateien im International Music Score Library Project
- Andrea Gabrieli – Il secondo libro de madrigali a 6 voci, Venedig: Angelo Gardano: Noten und Audiodateien im International Music Score Library Project; darin:
  - La bella pargoletta: Noten und Audiodateien im International Music Score Library Project
  - Cinto m'havea tra belle e nude braccia: Noten und Audiodateien im International Music Score Library Project
  - Dolcissimo ben mio zu sechs Stimmen: Noten und Audiodateien im International Music Score Library Project
  - O soave al mio cor dolce catena zu sechs Stimmen: Noten und Audiodateien im International Music Score Library Project
  - Or ch’a noi torna la stagion novella zu sechs Stimmen: Noten und Audiodateien im International Music Score Library Project
  - Sonno Diletto et Caro zu sechs Stimmen: Noten und Audiodateien im International Music Score Library Project
  - Vieni Flora gentil zu fünf Stimmen: Noten und Audiodateien im International Music Score Library Project
  - Voi non volete, donna zu sechs Stimmen: Noten und Audiodateien im International Music Score Library Project
- Marc’Antonio Ingegneri – Il terzo libro de madrigali à 5 voci, Venedig: Angelo Gargano, darin:
  - Vaghi boschetti di soavi allori zu fünf Stimmen: Noten und Audiodateien im International Music Score Library Project
- Orlando di Lasso – La non vol esser più mia zu fünf Stimmen, LV 772: Noten und Audiodateien im International Music Score Library Project
- Luca Marenzio – Madrigali a 5 voci, Libro 1, Venedig: Angelo Gardano: Noten und Audiodateien im International Music Score Library Project; darin:
  - Cantava la più vaga pastorella zu fünf Stimmen: Noten und Audiodateien im International Music Score Library Project
  - Che fa oggi il mio sole zu fünf Stimmen: Noten und Audiodateien im International Music Score Library Project
  - Dolorosi martir, fieri tormenti zu fünf Stimmen: Noten und Audiodateien im International Music Score Library Project
  - Lasso ch'io ardo e'l mio bel sole ardente zu fünf Stimmen: Noten und Audiodateien im International Music Score Library Project
  - Liquide perle Amor da gli occhi sparse zu fünf Stimmen: Noten und Audiodateien im International Music Score Library Project
  - Madonna mia gentil, ringrazio Amore zu fünf Stimmen: Noten und Audiodateien im International Music Score Library Project
  - O tu che fra le selve occulta vivi zu acht Stimmen: Noten und Audiodateien im International Music Score Library Project
  - Ohimè dov'è il mio ben, dov'è il mio core? zu fünf Stimmen: Noten und Audiodateien im International Music Score Library Project
  - Partirò dunque, ohimè mi manca il core zu fünf Stimmen: Noten und Audiodateien im International Music Score Library Project
  - Quando i vostri begli occhi un caro velo zu fünf Stimmen: Noten und Audiodateien im International Music Score Library Project
  - Questa di verdi erbette zu fünf Stimmen: Noten und Audiodateien im International Music Score Library Project
  - Spuntavan gia per far il mondo adorno zu fünf Stimmen: Noten und Audiodateien im International Music Score Library Project
  - Tirsi morir volea zu fünf Stimmen: Noten und Audiodateien im International Music Score Library Project
  - Venuta era Madonna al mio languire zu fünf Stimmen: Noten und Audiodateien im International Music Score Library Project
- Claudio Merulo – ll primo libro de madrigali à 3 voci, Venedig: Angelo Gardano; darin:
  - Amor n’è causa, che nel cor m’ha impresso zu drei Stimmen: Noten und Audiodateien im International Music Score Library Project
  - Che pena si può dire zu drei Stimmen: Noten und Audiodateien im International Music Score Library Project
  - Che pena si può zu drei Stimmen: Noten und Audiodateien im International Music Score Library Project
  - Deh, ferma, Amor, costui che così sciolto zu drei Stimmen: Noten und Audiodateien im International Music Score Library Project
  - Dunque fia ver dicea che mi convegna zu drei Stimmen: Noten und Audiodateien im International Music Score Library Project
  - Sa questo altier ch'io l'amo e ch'io l'adoro zu drei Stimmen: Noten und Audiodateien im International Music Score Library Project
- Philippe de Monte
  - Madrigali a 4 voci, Libro 1, Venedig: Girolamo Scotto Erben: Noten und Audiodateien im International Music Score Library Project
  - L’ottavo libro delli madrigali zu fünf Stimmen, Venedig: Girolamo Scotto Erben
  - Il nono libro de madrigali a cinque voci, Venedig: Girolamo Scotto Erben: Noten und Audiodateien im International Music Score Library Project
  - Il quarto libro de madrigali zu sechs Stimmen, Venedig: Angelo Gardano: Noten und Audiodateien im International Music Score Library Project
- Marc'Antonio de Pordenon – Madrigali a 4 voci, Libro 1, Venedig: Angelo Gardano: Noten und Audiodateien im International Music Score Library Project
- Jakob Regnart
  - Kurtzweilige teutsche Lieder zu drei Stimmen, Nürnberg 1574 und 1576, Neuauflage als Der erste Theyl Schöner Kurtzweiliger Teutscher Lieder zu drei Stimmen, Nürnberg 1578 und 1580
  - Der dritte Theyl Schöner Kurtzweiliger Teutscher Lieder zu drei Stimmen, Nürnberg 1579 und 1580
  - Newe kurtzweilige Teutsche Lieder zu fünf Stimmen, Nürnberg: Katharina Gerlach, und Johanns vom Berg Erben: Noten und Audiodateien im International Music Score Library Project
- Orazio Vecchi – Canzonette d'Amore zu vier Stimmen, in: Canzonette, libro primo à 4 voci, Venedig: Angelo Gardano: Noten und Audiodateien im International Music Score Library Project

## Musiktheoretische Schriften
- Girolamo Diruta – l primo libro de contrapunti, sopra il canto fermo delle antifone delle feste principali de tutto l'anno, Venedig: Angelo Gardano
- Schottischer Anonymus – The Art of Music, London (um 1580)

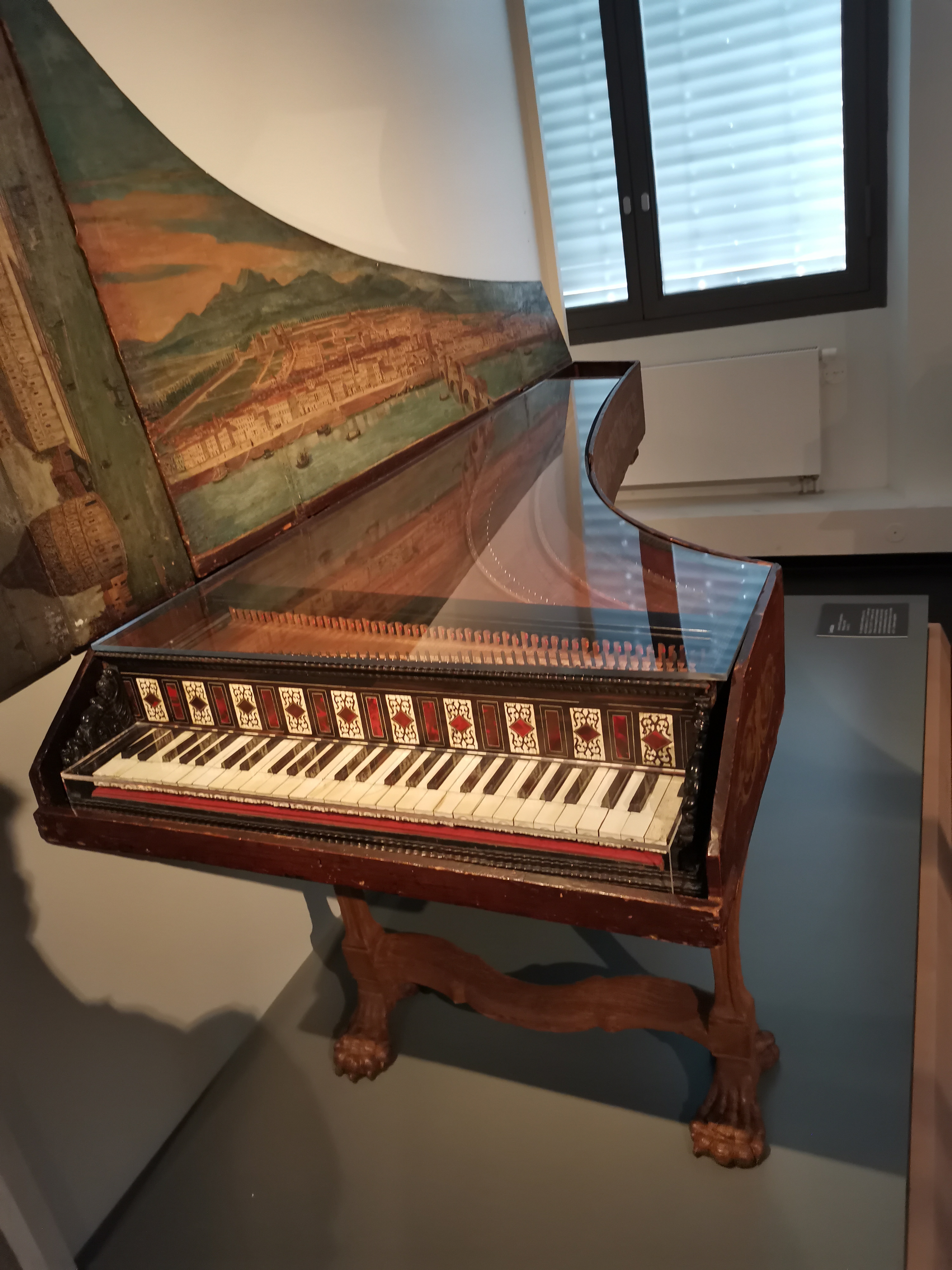
Giovanni Antonio Baffo zugeschriebenes Cembalo (um 1580)

## Instrumentenbau
- Ein Giovanni Antonio Baffo zugeschriebenes Cembalo (heute zu sehen im Grassimuseum in Leipzig) wird um 1580 in Venedig fertig gestellt.

## Geboren

### Geburtsdatum gesichert
- 17. März (getauft): Maternus Beringer, deutscher Kantor und Musiktheoretiker († nach 1632)
- 02. April: Nicolaus Manderscheidt, deutscher Orgelbauer († 1662)
- 06. Juli: Johann Stobäus, deutscher Komponist († 1646)
- 25. August (getauft): Giovanni Paolo Maggini, italienischer Geigenbauer († 1632)

### Genaues Geburtsdatum unbekannt
- Hans Nielsen, dänischer Komponist († 1626)
- Georg Patermann, deutscher Komponist und Organist († 1628)
- Magnus Tieffenbrucker, deutscher Lauten- und Violenbauer († 1631)

### Geboren vor 1580
- Cesare Acelli, italienischer Komponist († nach 1588)

### Geboren um 1580
- Heinrich Othmar Abel, Musiker und erster bekannter Vorfahr der Musikerfamilie Abel († 1630)
- Adriana Basile, italienische Sängerin († nach 1642)
- Giacomo Filippo Biumi, italienischer Organist und Komponist († 1653)
- Richard Dering, englischer Organist und Komponist (begraben 1630)
- Michael East, englischer Organist und Komponist († 1648)
- Benedikt Faber, deutscher Komponist († 1634)
- Thomas Ford, englischer Komponist, Lautenist, Gambist und Dichter († 1648)
- Jacob Hein, deutscher Organist, Orgelbauer und Schulmeister († nach 1625)
- Stephan Höpner, deutscher Kantor und Komponist († 1628)
- Johann Hieronymus Kapsberger, italienischer Lautenist und Komponist († 1651)
- Johannes Staricius, deutscher Dichter, Jurist, Komponist und Alchemist († nach 1624)
- Bernardo Strozzi, italienischer Komponist († nach 1630)
- Caspar Vincentius, franko-flämischer Komponist, Organist und Musik-Herausgeber († 1624)

## Gestorben

### Todesdatum gesichert
- 18. Januar: Antonio Scandello, italienischer Komponist und Kapellmeister (* 1517)
- Januar oder März: Laurent de Vos, flämischer Komponist (* um 1533)
- 01. April: Alonso Mudarra, spanischer Vihuelist und Komponist (* um 1508)
- 15. September: Gérard de Turnhout, franko-flämischer Komponist (* um 1520)
- 30. November: Richard Farrant, englischer Komponist, Chorleiter und Theaterproduzent (* zwischen 1525 und 1530)[3]

### Gestorben um 1580
- Fabrice Marin Caietain, italienischer Kapellmeister und Komponist in Frankreich (* um 1540)
- Jehan Chardavoine, französischer Komponist (* 1537)

### Gestorben nach 1580
- Giulio Zacchino, italienischer Organist und Komponist (* unbekannt)